# Una història de Brooklyn
 Una història de Brooklyn  (original: The Squid and the Whale) és una pel·lícula estatunidenca dirigida per Noah Baumbach, estrenada el 2005. Ha estat doblada al català.

## Argument
Brooklyn 1986. Bernard i Joan viuen en un bonic pis amb els seus dos fills: Walt, 16 anys, i Frank, 12 anys. Tots dos són escriptors, però mentre que Joan Berkman és al cim de la glòria, el seu marit, Bernard, resta en l'anonimat i l'amargor. Els fills compartits entre els dos, i importunats per les tensions que segueixen, viuen en el seu propi malestar. La tensió entre ells és tal que ja no poden salvar les aparences. Un vespre, esclata una violenta discussió entre els dos esposos. L'endemà, anuncien als nois que es divorciaran. Custòdia compartida: tres dies amb un, tres dies amb l'altre, i un dijous cada dos amb el pare o la mare. Bernard lloga una casa deteriorada a l'altra banda de Prospect Park. Els dos nois perden les seves referències. Bernard no vacil·la a entelar la imatge de la seva ex-dona davant els fills: Walt el sosté obertament, mentre que Frank s'agafa a la seva mare. Frank es revolta maculant d'esperma els llibres de la biblioteca. Walt surt amb una companya de classe, Sophie. Bernard acull i intenta seduir Lili, una de les seves alumnes de 20 anys de qui Walt s'enamora de seguida. Frank descobreix que la seva mare té una relació amb Ivan, el seu entrenador de tennis.
Walt plagia una cançó dels Pink Floyd i guanya un concurs. Quan és descobert, ha de seguir una teràpia. Més tard, sorprèn el seu pare amb Lili, i fuig amb la seva mare. Bernard el buscarà, i discuteix amb Joan. Sortint de la casa, té un atac i és hospitalitzat. Walt decideix quedar-se amb la seva mare.

## Repartiment
- Owen Kline: Frank Berkman
- Jeff Daniels: Bernard Berkman
- Laura Linney: Joan Berkman
- Jesse Eisenberg: Walt Berkman
- William Baldwin: Ivan
- David Benger: Carl
- Anna Paquin: Lili
- Ken Leung: el Terapeuta de l'escola
- Adam Rose: Otto
- James Hamilton: l'home amb Joan
- Halley Feiffer: Sophie Greenberg
- Michael Countryman: M. Simic

## Premis i nominacions

### Nominacions
- 2006. Oscar al millor guió original per Noah Baumbach
- 2006. Globus d'Or a la millor pel·lícula musical o còmica
- 2006. Globus d'Or a la millor actriu musical o còmica per Laura Linney
- 2006. Globus d'Or al millor actor musical o còmic per Jeff Daniels

## Al voltant de la pel·lícula
- La pel·lícula ha estat rodada durant l'estiu del 2004 durant 23 dies en Super 16.
- Laura Linney ha obtingut el guió per l'actor Eric Stoltz, que era el seu amic en aquell temps, el 2000 mentre rodaven junts conjunt a The House of Mirth de Terence Davies. Va consentir immediatament. Però la pel·lícula no es faria fins quatre anys més tard per raons de finançament.
- Sobre un pressupost d'un milió i mig de dòlars, la pel·lícula va recaptar en total 7.362.100 dòlars.
- Jeff Daniels i Anna Paquin es troben vuit anys després a Volant en llibertat. Daniels feia de pare d'Anna Paquin.